# Mauerkrone (Bauteil)

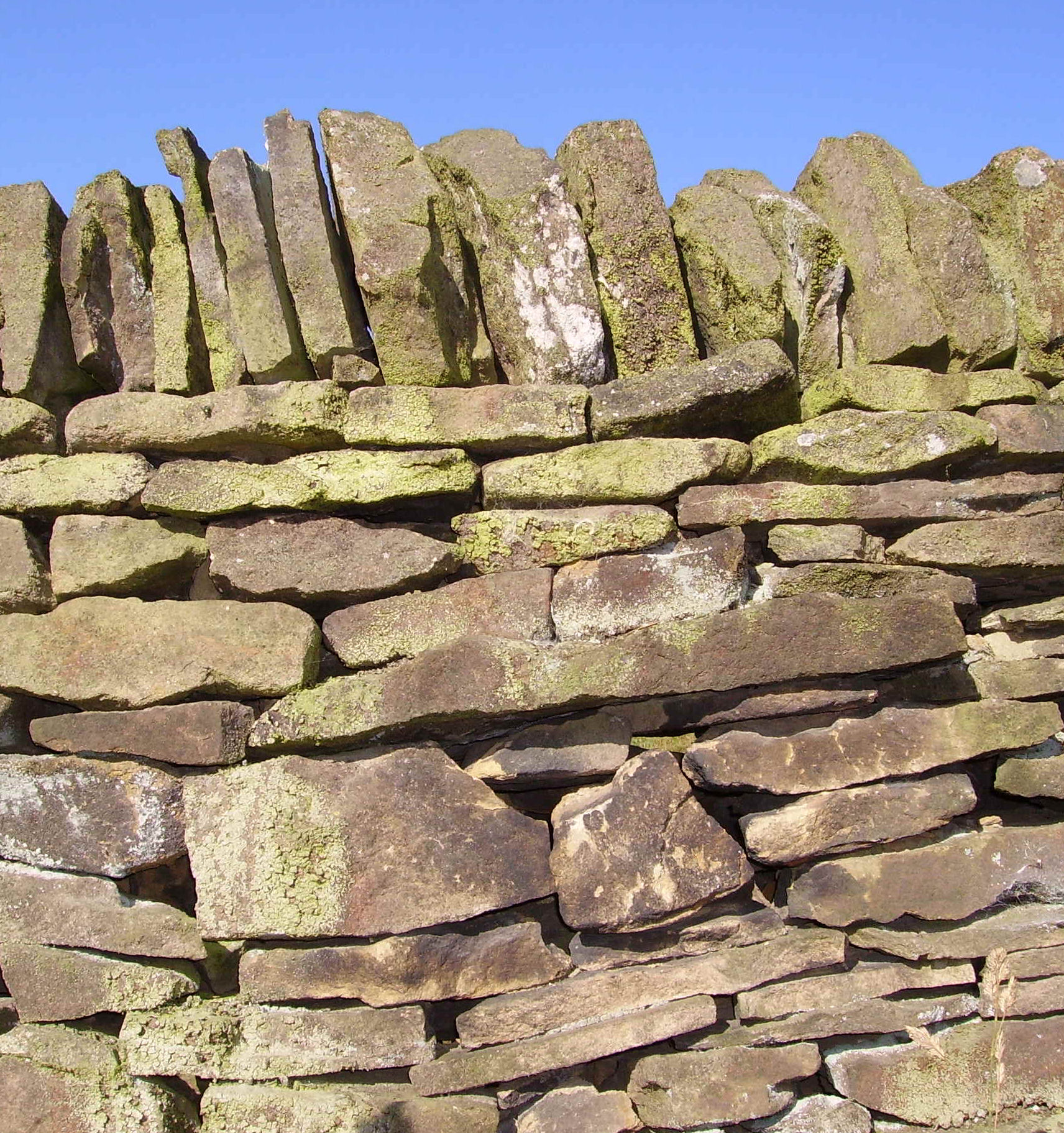
Trockenmauer mit Rollschicht als „Krone“

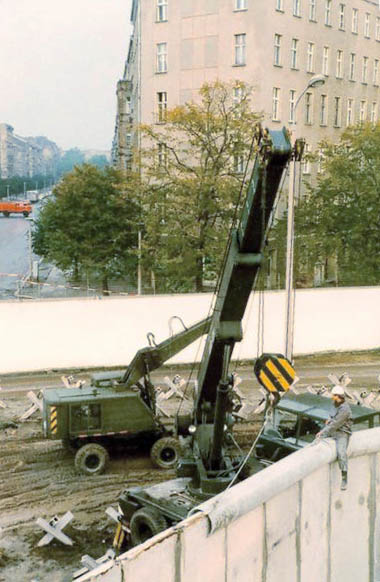
Arbeiten an der Mauerkrone der Berliner Mauer

Die Mauerkrone, auch Mauerkopf genannt, ist der obere Abschluss einer Mauer. Sie hat verschiedene Funktionen und Erscheinungsformen.

## Technik
Technisch soll die Mauerkrone die darunterliegende Mauer vor eindringender Feuchtigkeit schützen. Dazu werden nach Möglichkeit größere flachere Steinformen benutzt, um die Anzahl der Fugen möglichst gering zu halten. Die Fugen müssen dabei besonders sorgfältig und dicht gearbeitet sein. Als zusätzlicher Schutz steht die Mauerkrone oft einige Zentimeter über und hat einen Traufrand. Eine Mauerkrone kann ganz einfach aus unbearbeiteten Decksteinen oder auch künstlerisch gestaltet sein.
Bei Trockenmauern aus Sedimentgestein wird die Mauerkrone üblicherweise aus hochkant gestellten Steinen hergestellt (sogenannte Rollschicht). Dies  erhöht die Haltbarkeit der Mauer ganz erheblich: Aus der Rollschicht selbst können z. B. durch übersteigende Personen oder Tiere nicht so einfach Steine herausgeworfen werden, da sich die Steine ineinander verkeilen. Für die darunter liegenden Steine bildet die Rollschicht eine Auflast und stabilisiert sie damit.

## Funktionen
Besondere Bedeutung hat die Mauerkrone bei:
- Befestigungsanlagen, wo sie militärischem Zweck dient
- Staumauern, wo sie neben der Stabilität auch als Verkehrsweg dient